# 分析化学

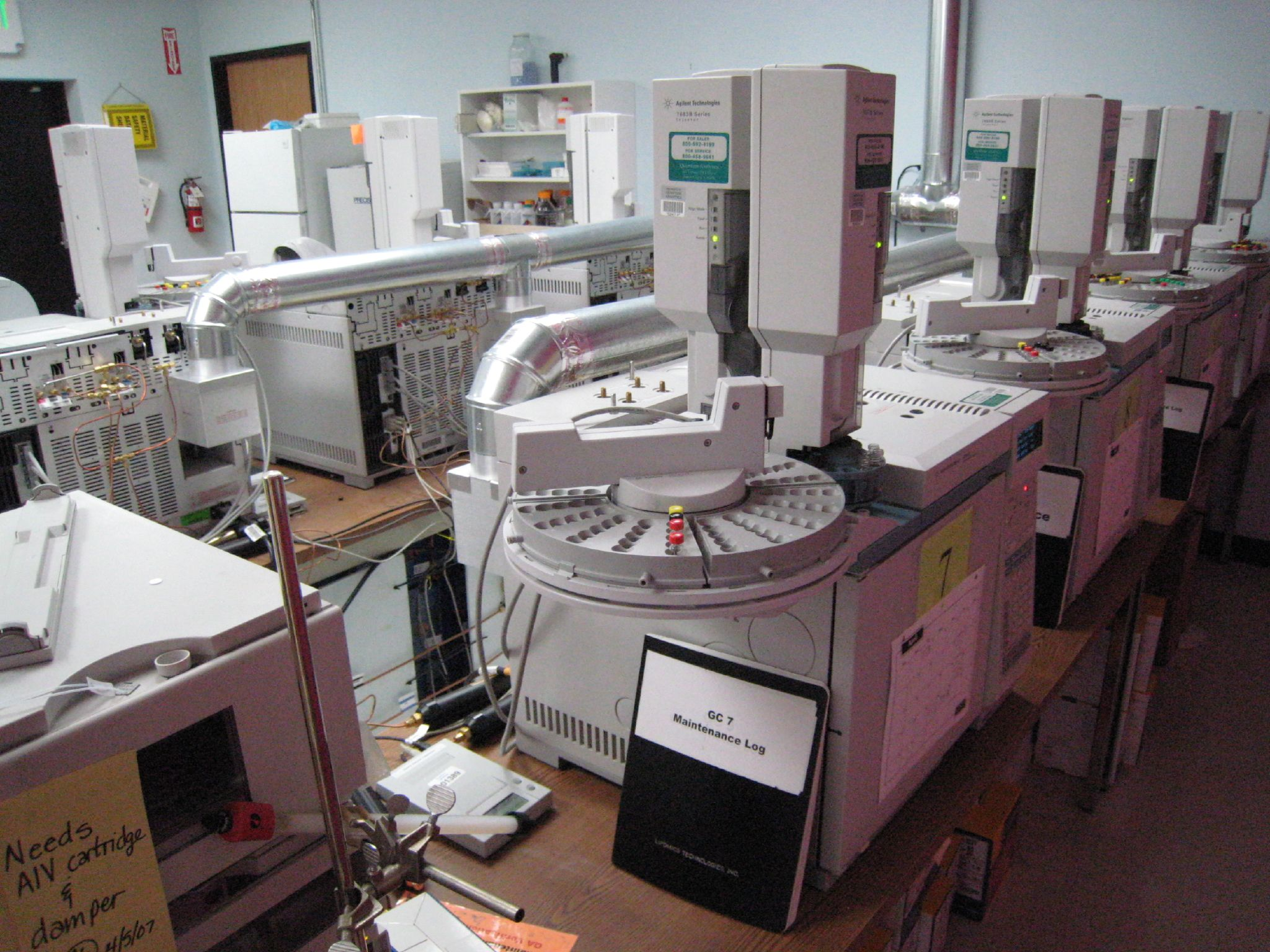
ガスクロマトグラフィー実験室

分析化学（ぶんせきかがく、英: analytical chemistry）とは、試料中の化学成分の種類や存在量を解析したり、解析のための目的物質の分離方法を研究したりする化学の分野である。得られた知見は社会的に医療・食品・環境など、広い分野で利用されている。
試料中の成分判定を主眼とする分析を定性分析（英: qualitative analysis）といい、その行為を同定すると言い表す。また、試料中の特定成分の量あるいは比率の決定を主眼とする分析を定量分析（英: quantitative analysis）といい、その行為を定量すると言い表す。ただし、近年の分析装置においては、どちらの特性も兼ね備えたものが多い。
分析手法により、分離分析（クロマトグラフィー、電気泳動など）、分光分析（UV、IRなど）、電気分析（ボルタンメトリーなど）などの区分がある。
あるいは検出手段の違いにより、滴定分析、重量分析、機器分析と区分する場合もある。ここでいう機器分析とは、分光器など人間の五感では観測できない物理的測定が必要な分析グループに由来する呼称である。現在では重量分析も自動化されて、専ら機器をもちいて分析されているが機器分析とはしない。
分析化学は大学の化学教育において基礎科目の一つであり、環境化学への展開や高度な分析技術の開発などが研究のテーマとなっている。

## 歴史
近代以前、化学と錬金術との差が明瞭でない時代には、外見や味の感覚的情報、密度や硬度、融点など物理的性質、酸やアルカリとの反応性、指示薬による比色分析または沈殿法による比濁分析など、経験的に蓄積された知識によって定性分析が行われていた。
18世紀にアントワーヌ・ラヴォアジエやジョゼフ・プリーストリーらの研究によって、徐々に化学物質の本質的な構成要素である元素が発見された。

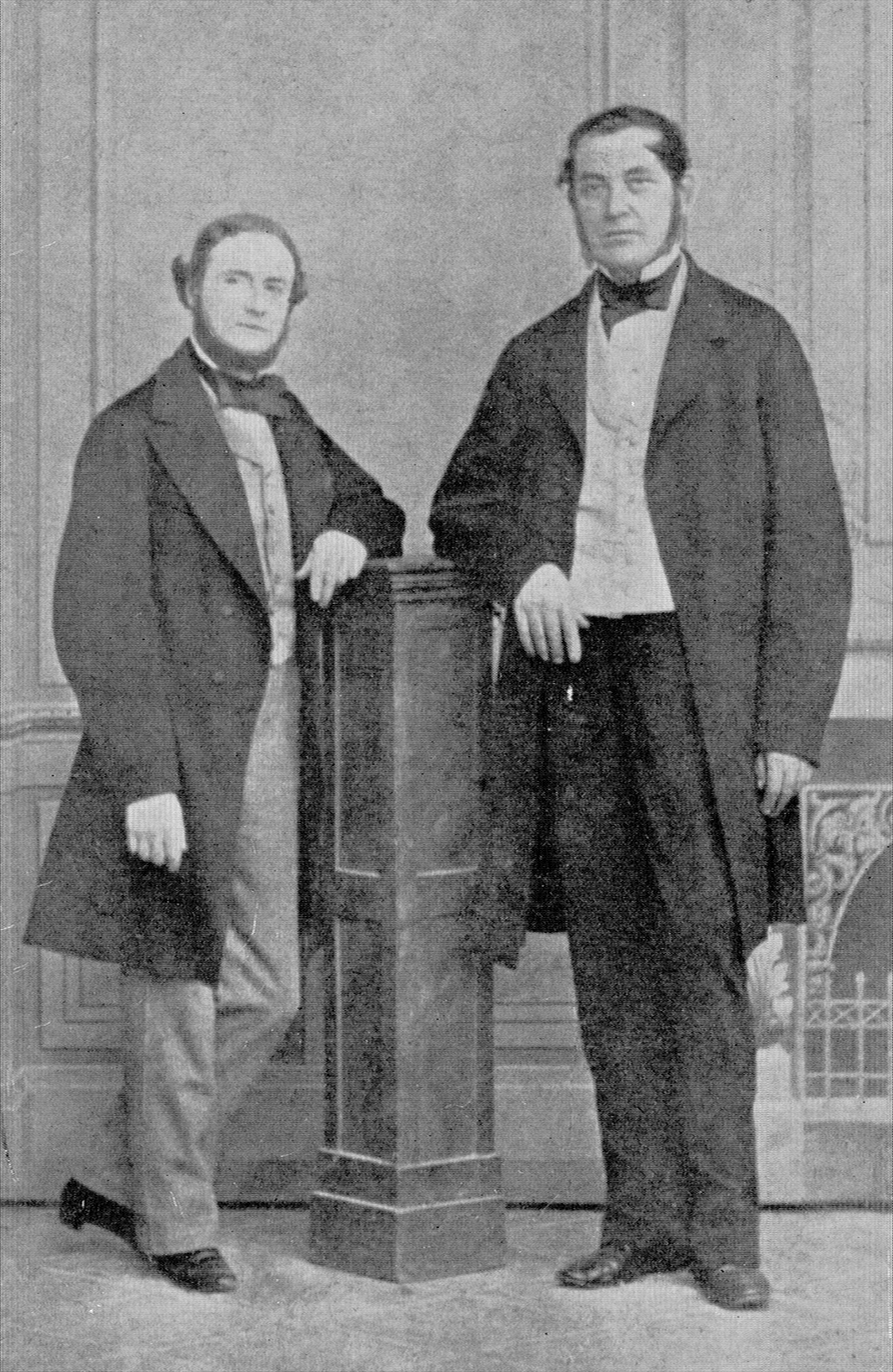
ロベルト・ブンゼンとグスタフ・キルヒホフ

19世紀前半にマイケル・ファラデーらによって電気分解の研究が進められ、多くの元素が単体として得られるようになった。19世紀後半にはロベルト・ブンゼンとグスタフ・キルヒホフによって分光法が発展され、スペクトルから化学分析ができるようになった。1849年にはルイ・パスツールが酒石酸の研究からキラリティーを発見した。
19世紀後半から20世紀初頭にかけては、分析化学にとって重要な発見が続けられた時代であった。1895年にヴィルヘルム・レントゲンがX線を、1896年前後にヴィルヘルム・ヴィーンが質量分析法の原理を、1906年にミハイル・ツヴェットがクロマトグラフィーの原理をそれぞれ発見し、これらは分析化学へと応用された。1913年にはブラッグ父子によってX線回折が確立され、結晶構造の分析も盛んになった。
1925年、ルイ・ド・ブロイによって電子の波動性が提唱されると、この考え方に基づいて1931年にエルンスト・ルスカとマックス・クノールによって電子顕微鏡が発明され、現在でも極微構造の観察手法として欠かすことのできない走査型電子顕微鏡や透過型電子顕微鏡へと発達していった。
1938年にはイジドール・イザーク・ラービが核磁気共鳴を発見、フェリックス・ブロッホらによる改良を受けて核磁気共鳴分光法が開発され、有機化学には欠かせない分析法へと発展していった。
1982年には、ゲルト・ビーニッヒらによって走査型トンネル顕微鏡が発明された。これをもとに原子間力顕微鏡をはじめとする多くの走査型プローブ顕微鏡が開発され、今日のナノテクノロジーの隆盛を支える重要技術となっている。